# Essex, Ontario
Essex är en småstad (town) i den kanadensiska provinsen Ontarios sydligaste del och ligger intill den kanadensisk-amerikanska gränsen. Staden grundades 1 april 1999 efter man slog ihop småstäderna Essex och Harrow och kommunerna Colchester North och Colchester South.
Kommunen breder sig ut över 277,92 kvadratkilometer (km2) stor yta och hade en folkmängd på 19 600 personer vid den nationella folkräkningen 2011.